# Auto Esporte Clube (João Pessoa)
L'Auto Esporte Clube, noto anche semplicemente come Auto Esporte, è una società calcistica brasiliana con sede nella città di João Pessoa, capitale dello stato della Paraíba.

## Storia
L'Auto Esporte Clube è stato fondato il 7 settembre 1936 dal sindacato dei tassisti della città di João Pessoa. Ha vinto il Campionato Paraibano nel 1939, nel 1956, nel 1958, nel 1987, nel 1990 e nel 1992.
Il club ha partecipato alla Coppa del Brasile nel 1991, dove è stato eliminato al primo turno dal Grêmio dello stato del Rio Grande do Sul. Ha partecipato al Campeonato Brasileiro Série C nel 1992, dove è stato eliminato alla seconda fase. L'Auto Esporte è stato di nuovo eliminato al primo turno della Coppa del Brasile nel 1993, venendo eliminato dal Paysandu dello stato del Pará.

## Palmarès

### Competizioni statali
- Campionato Paraibano: 6

1939, 1956, 1958, 1987, 1990, 1992
- Campeonato Paraibano Segunda Divisão: 3

1968, 2006, 2024